# Regeringen Barack Obama
Regeringen Barack Obama tiltrådte som USA's regering den 20. januar 2009. Regeringen trådte tilbage 20. januar 2017, da den nye præsident blev taget i ed.

## Ministre
- Udenrigsminister: Hillary Clinton (2009-2013), John Kerry (2013-2017)
- Justitsminister: Eric Holder
- Finansminister: Jack Lew
- Forsvarsminister: Chuck Hagel
- Energiminister: Ernest Moniz
- FN-ambassadør: Samantha Power
- Indenrigsminister: Sally Jewell
- Krigsveteranminister: Eric Shinseki
- Undervisningsminister: Arne Duncan
- Sundhedsminister: Kathleen Sebelius
- National sikkerhedsrådgiver: Susan Rice
- Landbrugsminister: Tom Vilsack
- Transportminister: Anthony Foxx
- Arbejdsminister: Thomas Perez
- Sikkerhedsminister: Janet Napolitano
- Det Hvide Hus' videnskabs-rådgiver: John Holdren
- Bolig- og byudviklingsminister: Shaun Donovan